# Man Overboard
Singles de Blink-182
Adam's Song
(2000) Dumpweed
(2000)
Man Overboard est une chanson du groupe Blink-182 qui apparaît sur l'album live The Mark, Tom, and Travis Show (The Enema Strikes Back!), sous forme d'enregistrement studio. Sa version single est sortie le 2 octobre 2000. Une rumeur affirme que les paroles parlent du départ du groupe de Scott Raynor, l'ancien batteur de Blink-182.

## Liste des pistes
| Man Overboard | Man Overboard          | Man Overboard | Man Overboard | Man Overboard | Man Overboard | Man Overboard | Man Overboard | Man Overboard | Man Overboard |
| No            | Titre                  | Auteur        | Durée         |               |               |               |               |               |               |
| ------------- | ---------------------- | ------------- | ------------- | ------------- | ------------- | ------------- | ------------- | ------------- | ------------- |
| 1.            | Man Overboard          | Blink-182     | 2:46          |               |               |               |               |               |               |
| 2.            | 13 Miles (Live)        | Blink-182     | 3:09          |               |               |               |               |               |               |
| 3.            | Words of Wisdom (Live) | Blink-182     | 3:01          |               |               |               |               |               |               |
| 8:56          |                        |               |               |               |               |               |               |               |               |

Les pistes 13 Miles et Words of Wisdom n'apparaissent sur aucun album du groupe. 13 Miles est une courte chanson live humoristique, de peu d'intérêt musical, et Words of Wisdom n'est qu'une piste où l'on peut entendre Tom DeLonge et Mark Hoppus parler au public dans l'un de leurs concerts.

## Collaborateurs
- Mark Hoppus — Chant, Basse
- Tom DeLonge — Chant, Guitare
- Travis Barker — Batterie